# Shabby Tiger
Shabby Tiger war eine britische Glamrockband, die ihre größten Erfolge zwischen 1974 und 1976 erzielte. Die Band wurde allerdings im eigenen Land kaum wahrgenommen, erzielte aber Erfolge in Skandinavien, Südafrika, Deutschland, den Niederlanden und Belgien.

## Geschichte
Die Besetzung bestand aus Henderson Gibson (Gesang), Toni Baker (Keyboard), Graham Fielden (Schlagzeug), Dave Almond (Gitarre) und Mike Ryan (Bass). Der aus Glasgow stammende Leadsänger „Hendy“ Gibson, welcher zu Beginn seiner Musikkarriere Backing Vocal bei Billy Ocean und den The Nolans (Sisters) sang, starb am 26. März 2013 an Lungenkrebs.
Der Ursprung der Band liegt im Norden des Vereinigtes Königreichs, in Blackburn, wo sie zu Beginn der 1970er in verschiedenen Clubs auftraten. Hier wurden sie entdeckt und für Auftritte nach London geholt. Kurz darauf erhielten sie einen Plattenvertrag mit RCA Records.
Die erste Single Slow Down erreichte die Charts in Skandinavien, Deutschland, den Niederlanden und Belgien, schaffte es aber nicht in Großbritannien, was wahrscheinlich auf unzureichendes Airplay bei BBC Radio 1 zurückzuführen ist. Es folgten Auftritte im Ausland, darunter Toppop in den Niederlanden. Die Band trat oft mit Bands wie The Sweet, Darts und Thin Lizzy auf.
Zu Beginn der 1980er Jahre löste sich die Band nach sieben Singles und einem Album auf.

## Diskografie

### Singles
- Little Miss Heartbeat / On the Road (1975)
- Slow Down / Road Chase (1975)
- The Devil Rides Tonight / Rock and Roll Star (1975)
- Stone Angel / Street in New York (1976)
- Lovely Lady / Rock & Roll Star (1977)
- Tell Him to Move Over / Schoolgirl (1979)
- Body Language / Fantasy (1980)

### Album
- Shabby Tiger (1976)

## Charterfolge
- Slow Down, Niederlande: 9 Wochen / Platz 7; Belgien: 9 Wochen, Platz 3; Schweden: 2 Wochen, Platz 19[4]
- Lovly Lady , Südafrika: 11 Wochen / Platz 5[5]